# Charles De Bruycker
Charles François Ghislain Joseph De Bruycker (Blicquy, 16 juli 1871 - Aubechies, 5 januari 1936) was een Belgisch volksvertegenwoordiger, senator en burgemeester.

## Levensloop
De Bruycker promoveerde tot doctor in de rechten aan de Katholieke Universiteit Leuven en vestigde zich als notaris in Blicquy.
Hij werd in 1904 in zijn gemeente verkozen als gemeenteraadslid en werd onmiddellijk burgemeester, een ambt dat hij bekleedde tot in 1911. Hij werd ook verkozen tot provincieraadslid in Henegouwen (1903-1919).
In november 1918 volgde hij als katholiek senator voor het arrondissement Aat de in juli 1918 overleden Alphonse Stiénon du Pré op. Hij werd vervolgens verkozen tot volksvertegenwoordiger voor het arrondissement Doornik-Aat en vervulde dit mandaat tot in 1932.

## Publicatie
- Histoire de Blicquy, Leuze, 1911.